# Leopold Galocz
Leopold Galocz (ur. 31 marca 1904 w Rychwałdzie, zm. 2 sierpnia 1975) – pułkownik Wojska Polskiego, uczestnik I powstania śląskiego i kampanii wrześniowej.

## Życiorys
Jako 15-letni uczeń gimnazjalny, harcerz, wstąpił do POW i brał udział w pierwszym powstaniu śląskim. Walczył w miejscowościach Gorzyczki, Gorzyce, Pszów, Rybnik. Po upadku powstania, w czasie najazdu Czechów na Śląsk Cieszyński działał w oddziałach partyzanckich na terenie Orłowej, Dąbrowy, Lutyni i Skrzeczenia.
W 1923 wstąpił na stałe do Wojska Polskiego. Najpierw służył w Pucku w Marynarce Wojennej, jako bosmanmat. Następnie w 10 pułku artylerii ciężkiej w Przemyślu, a w latach 1926–1932 w 6 pułku artylerii ciężkiej we Lwowie. W czasie służby ukończył gimnazjum matematyczno-przyrodnicze. Został przyjęty do Szkoły Podchorążych dla Podoficerów w Bydgoszczy. Na stopień podporucznika został mianowany ze starszeństwem z dniem 15 października 1935 i 63. lokatą w korpusie oficerów artylerii. Służył w 1 pułku artylerii ciężkiej w Modlinie. Na stopień porucznika został awansowany ze starszeństwem z dniem 19 marca 1939 i 62. lokatą w korpusie oficerów artylerii. W tym czasie zajmował stanowisko oficera zwiadowczego 1 pac. Był wszechstronnym sportowcem. W 1937 w konkursie hippicznym o puchar Prezesa Rady Ministrów Sławoja Składkowskiego zdobył I nagrodę. Wiosną 1939 został przeniesiony do Korpusu Ochrony Pogranicza i przydzielony do batalionu fortecznego „Sarny”. W sierpniu tego roku został przeniesiony do 151 kompanii fortecznej „Węgierska Górka” na stanowisko dowódcy tradytora „Waligóra”. 
Po trzydniowej obronie fortu, wycofał się ze swoją jednostką po linii Andrychów, Kąty, Wadowice. Jako dowódca 7. baterii 21 pułku artylerii lekkiej wziął udział w bitwach na trasie Leżajsk, Mogilany, Kłaj, Oleszyce. Po rozbiciu jednostek przedarł się z baterią pod Tomaszów Lubelski, gdzie wspierał w walkach Warszawską Brygadę Pancerno-Motorową pułkownika Roweckiego.
23 września, po 23 dniach walki, dostał się do niewoli. Porucznik Galocz znalazł się w Oflagu XI B Braunschweig, gdzie przebywał do czerwca 1940 roku. Następnie aż do wyzwolenia, w Oflagu II C Woldenberg
31 stycznia 1945, po wyzwoleniu obozu przez wojska radzieckie, powrócił do kraju. W lipcu tego roku został powołany do Wojska Polskiego. Dowodził m.in. jednostkami artylerii w Skwierzynie, Sulechowie, Skierniewicach i w Elblągu. Pełnił służbę na stanowisku dowódcy artylerii 8 Dywizji Zmechanizowanej w Koszalinie, skąd w stopniu pułkownika został przeniesiony w stan spoczynku. Na emeryturze zajął się pracą społeczną w kole Powstańców Śląskich przy ZBoWiD. Pracował również jako korektor w Głosie Koszalińskim. Pracował także jako kierownik szkoły podstawowej w Lisewie, koło Płońska.

## Ordery i odznaczenia
- Krzyż Walecznych
- Krzyż Kawalerski Orderu Odrodzenia Polski
- Śląski Krzyż Powstańczy
- Srebrny Krzyż Zasługi
- Brązowy Krzyż Zasługi[5]
- Medal Zwycięstwa i Wolności 1945
- Odznaka Grunwaldzka